# بزرگراه ۴ (عراق)
بزرگراه ۴ یک بزرگراه در عراق می‌باشد که از کرکوک تا استان دیاله گسترده شده‌است. این راه از سلیمانیه، دربند خان و جلاله عبور می‌کند.